# Gerendás
Gerendás é um município da Hungria, situado no condado de Békés. Tem 40,78 km² de área e sua população em 2015 foi estimada em 1.187 habitantes.